# Румен Балински
Румен Балински е бивш български футболист, нападател.
Роден е на 4 ноември 1968 г. в София. Играл е за Локомотив (София), Академик (София) и австрийските Ворвартс (Щаер) и Герецберг. В А група има 161 мача и 26 гола. Полуфиналист за купата на страната през 1991 и 1992 г. с Локомотив (Сф). Има 2 мача турнира за купата на УЕФА за Локомотив (Сф). Има 1 мач за националния отбор. Играещ треньор на Герцберг.

## Статистика по сезони
- Локомотив (Сф) – 1990/91 – А група, 22/3
- Локомотив (Сф) – 1991/92 – А група, 23/2
- Локомотив (Сф) – 1992/93 – А група, 5/0
- Локомотив (Сф) – 1993/94 – А група, 1/0
- Академик (Сф) – 1994/95 – Б група, 30/8
- Академик (Сф) – 1995/96 – Б група, 37/11
- Академик (Сф) – 1996/ес. - Б група, 3/1
- Ворвартс – 1996/97 – Австрийска Втора Бундеслига, 26/14
- Ворвартс – 1997/98 – Австрийска Втора Бундеслига, 29/12
- Ворвартс – 1998/99 – Австрийска Бундеслига, 21/2
- Герецберг – 1999/00 – Втора Ландеслига Запад, 27/8
- Герецберг – 2000/01 – Втора Ландеслига Запад, 25/7
- Герецберг – 2001/02 – Втора Ландеслига Запад, 24/5
- Герецберг – 2002/03 – Безиркслига Запад, 23/6
- Герецберг – 2003/04 – Безиркслига Запад, 21/3
- Герецберг – 2004/05 – Безиркслига Юг, 25/6
- Герецберг – 2005/06 – Безиркслига Запад, 23/5